# Žalgiris Arena
El Žalgiris Arena es un pabellón deportivo ubicado en la ciudad de Kaunas, Lituania. Se trata del pabellón deportivo más grande tanto de Lituania, como de los tres países bálticos, con un aforo de 15 442 espectadores para partidos de baloncesto. Fue inaugurado el 18 de agosto de 2011, con un encuentro de baloncesto entre las selecciones de Lituania y España. Es el recinto en el que disputa sus partidos como local el equipo de baloncesto BC Žalgiris.
En este pabellón se disputaron los partidos de la fase final del EuroBasket 2011, en el que España se proclamó campeona de Europa por segunda vez consecutiva.

## Galería de imágenes

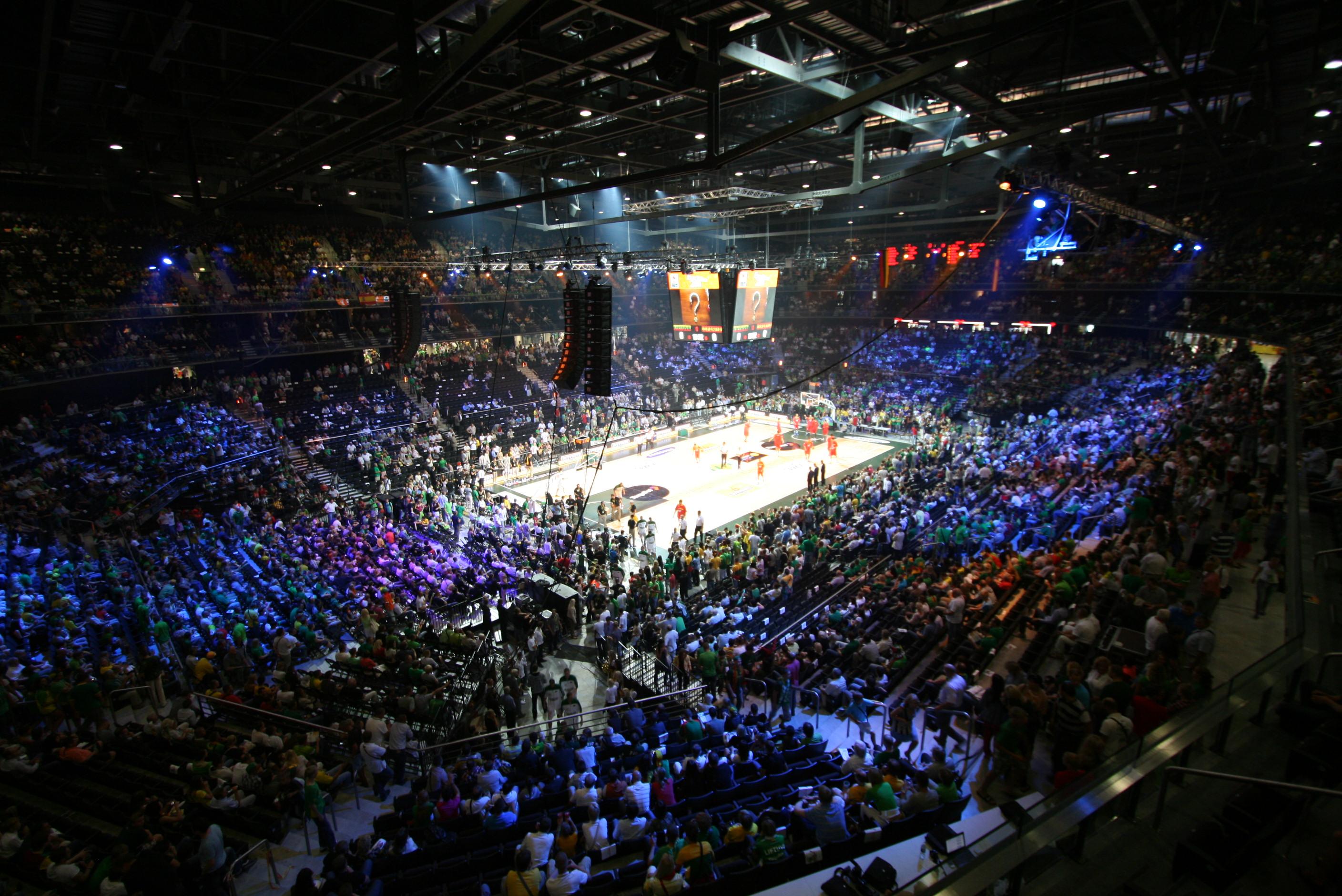
Vista del interior del pabellón en su inauguración con el partido entre las selecciones de Lituania y España (18/08/2011)
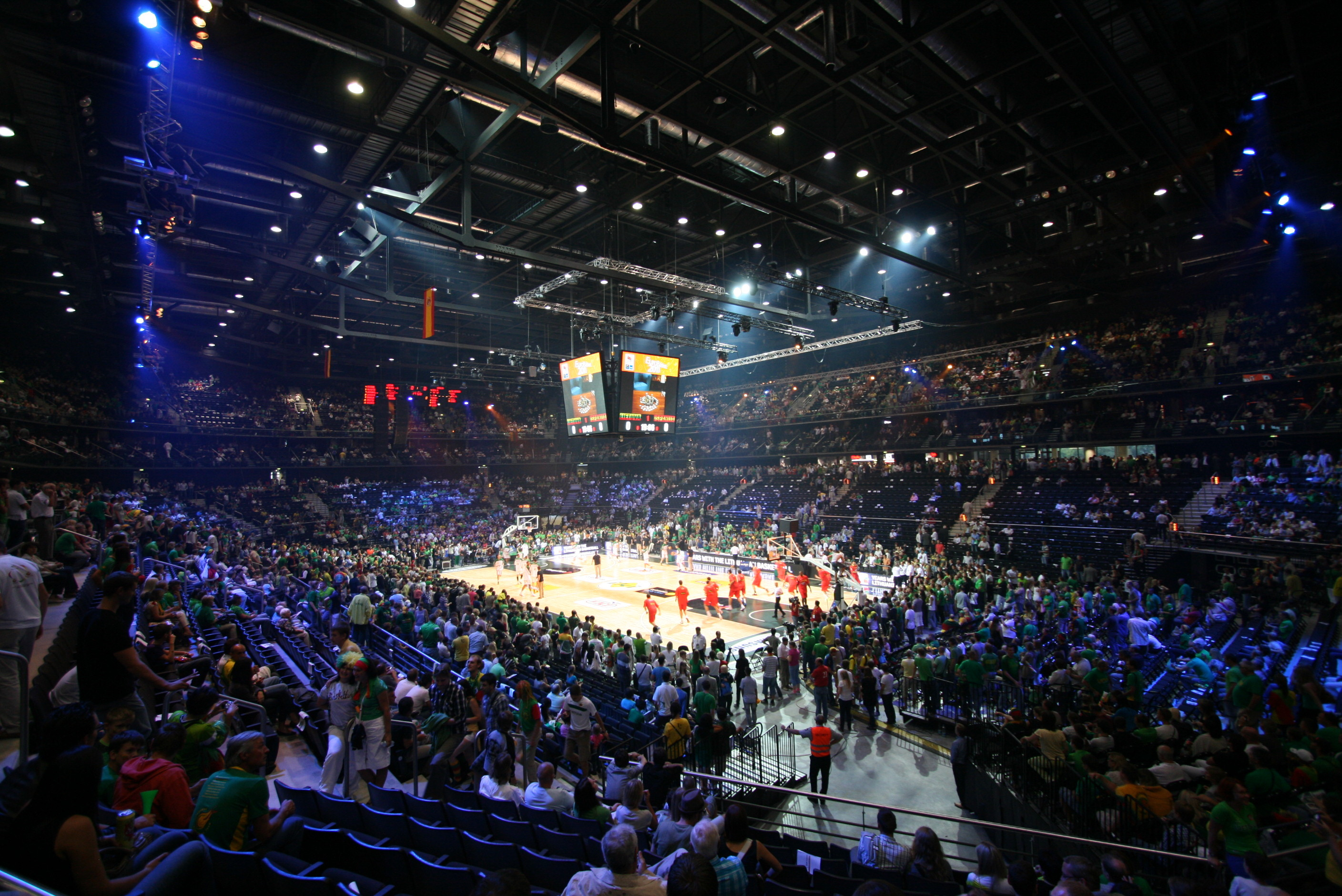
Imagen del amistoso entre las selecciones de Lituania y España (18/08/2011)